# Спурий Постумий Альбин (консул 110 года до н. э.)
Спурий Постумий Альбин (лат. Spurius Postumius Albinus; умер после 109 года до н. э.) — древнеримский военачальник и политический деятель из патрицианского рода Постумиев, консул 110 года до н. э. Командовал армией во время Югуртинской войны. Из-за поражения, понесённого его братом, был осуждён и ушёл в изгнание.

## Происхождение
Спурий Постумий принадлежал к одному из знатнейших патрицианских родов Рима, упоминающемуся в источниках, начиная с первого десятилетия Римской республики. В деталях его происхождение неизвестно: в Капитолийских фастах, где обычно указываются преномены отца и деда каждого консула, от соответствующей записи осталось только четыре буквы (Albi).

## Биография
В сохранившихся источниках Спурий Постумий впервые упоминается в связи с консулатом 110 года до н. э. Учитывая эту дату и требования закона Виллия, установившего минимальные временные промежутки между высшими магистратурами, исследователи предполагают, что не позже 113 года до н. э. Альбин занимал должность претора.
Консулом Спурий стал совместно с плебеем Марком Минуцием Руфом. За год до этого началась война с царём Нумидии Югуртой; Луций Кальпурний Бестия заключил договор, который сенат отказался ратифицировать, так что военные действия должны были возобновиться. По жребию Нумидия стала провинцией Альбина. Известно, что последний жаждал этого назначения и убедил находившегося в Риме Массиву (двоюродного брата Югурты) просить у сената царской власти.
В начале года Спурий переправился в Африку и возглавил провинциальную армию. Изначально он намеревался принудить Югурту к миру в течение одной кампании, до ноября, когда ему надо было организовать очередные выборы в столице. Но царь всеми способами затягивал военные действия, и консулу не удалось одержать ни единой победы. По словам Саллюстия, в Риме начали ходить слухи, будто Альбин подкуплен Югуртой. В ноябре Спурий прибыл в Рим и провёл выборы. Армию он оставил на своего брата Авла, и это привело к катастрофе: Альбин-младший самовольно предпринял поход на город Сутула, в котором хранилась царская казна. Там он был окружён и ввиду превосходства противника согласился подписать договор, согласно которому обязывался в течение десяти дней вывести войска из Нумидии.
В Риме эти вести вызвали «страх и скорбь». Альбинов договор не был ратифицирован так же, как и предыдущий, а Спурий, «опасаясь, что преступление брата навлечёт на него ненависть, а затем и судебное преследование», начал собирать подкрепления для армии, чтобы продолжить войну. Впрочем, народные трибуны запретили ему отправлять в провинцию новые войска, так что он переправился в Африку только со свитой. Альбин намеревался сразу по прибытии нанести решительный удар по Югурте, чтобы смыть позор со своей семьи, но увидел, что боеспособность армии на очень низком уровне: поражение привело к всеобщему унынию и упадку дисциплины. Поэтому на какие-либо действия он так и не решился. Летом 109 года до н. э. Спурий передал командование консулу Квинту Цецилию Метеллу (впоследствии Нумидийскому).
Тем временем в Риме по предложению народного трибуна Гая Мамилия Лиметана был принят закон о расследовании деятельности целого ряда римских политиков, вовлечённых в нумидийские дела. Альбина наряду с Луцием Кальпурнием Бестией и Луцием Опимием обвинили в том, что он брал взятки у Югурты, и осудили. Он был вынужден уйти в изгнание.
После этих событий Спурий Постумий не упоминается в источниках.

## Оценки личности и деятельности
Марк Туллий Цицерон называет закон Мамилия, на основании которого был осуждён Спурий Постумий, «возмутительным», а судей, принимавших решение, обвиняет в пристрастности. В историографии существует мнение, что Саллюстий прибег к преувеличениям, когда писал в связи с Югуртинской войной о продажности римской элиты.